# 亞歷山大·克維塔什維利
亞歷山大·“桑德羅”·梅拉博維奇·克維塔什維利（烏克蘭語：Олександр (Сандро) Мерабович Квіташвілі；1970年11月15日—）是烏克蘭的一位政治人物。克維塔什維利本來是喬治亞人，曾經在2008年擔任喬治亞衛生部長，在2010年至2013年擔任第比利斯国立大学校長。2014年12月2日，他獲得烏克蘭國籍，並開始擔任烏克蘭卫生部長。2015年7月，他辭去了卫生部長的職務。